# Jean-Louis Pisuisse

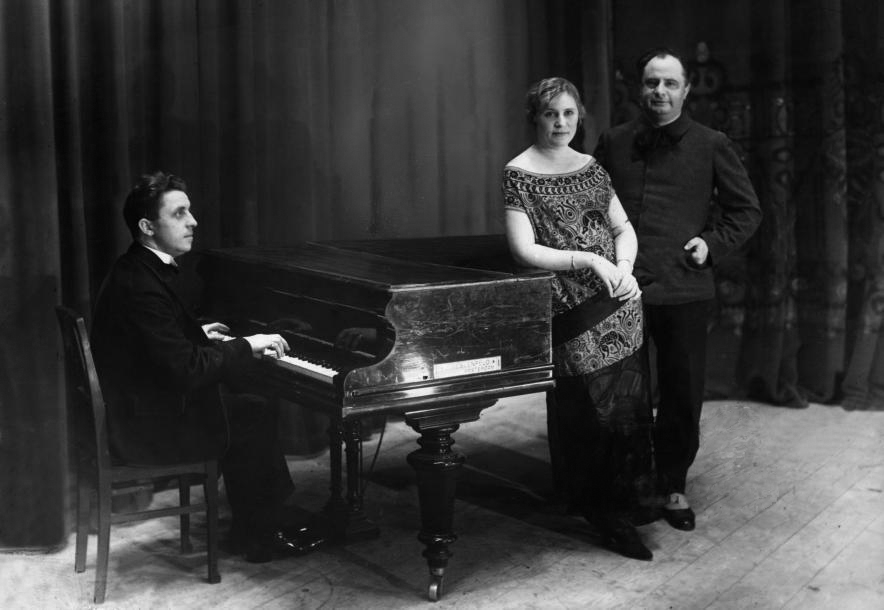
Jean-Louis Pisuisse et Jenny Gilliams (debout près du piano).

Jean-Louis Pisuisse, né le 6 septembre 1880 à Flessingue et mort assassiné le 26 novembre 1927 à Amsterdam, est un chansonnier, humoriste et journaliste néerlandais. Il est considéré comme le pionnier principal du courant néerlandais de cabaret artistique (kleinkunst).

## Biographie
En 1907, le journaliste Jean-Louis Pisuisse fait un voyage à travers les Pays-Bas, accompagné de son collègue Max Blokzijl. Ils se sont déguisés en chanteurs de rue italiens. Commencé comme une blague, ce projet résulte en un livre Avonturen als straatmuzikant (Nos aventures comme chanteurs de rue). De 1908 à 1913, les deux chansonniers-journalistes entreprennent un voyage autour du monde. Ils interprétaient essentiellement des chansons réalistes.
Pisuisse quitte le journalisme et devient un artiste-chansonnier à temps complet. Fortement influencé par les cafés-concerts qu'il avait connus à Paris, il crée la première troupe de café-concert des Pays-Bas. À partir de 1912, il organise, avec l'aide de l'impresario Max van Gelder, des cafés-concerts à l'hôtel Kurhaus à Schéveningue. Il y interpréta des chansons en plusieurs langues, écrites par lui-même, par Dirk Witte ou encore Aristide Bruant.
La vie amoureuse de Pisuisse était tumultueuse. Il a été marié trois fois : en 1903, il épouse Jacoba Smit, en 1913 Fie Carelsen et en 1927 Jenny Gilliams. Avant d'épouser Jenny, une chansonnière membre de sa troupe, il avait déjà eu une liaison avec elle depuis plusieurs années. Jenny Gilliams avait également une liaison avec Tjakko Kuiper, également membre de la troupe, mais elle rompt avec lui en 1927. Kuiper se venge le 26 novembre 1927 : sur la place Rembrandt à Amsterdam, il tire sur le couple avant de se donner la mort. Les époux Pisuisse sont enterrés à La Haye.

## Source
- (nl) Cet article est partiellement ou en totalité issu de l’article de Wikipédia en néerlandais intitulé « Jean-Louis Pisuisse » (voir la liste des auteurs).